# Athens (Illinois)
Athens és una població dels Estats Units a l'estat d'Illinois. Segons el cens del 2000 tenia 1.726 habitants.

## Demografia
Segons el cens del 2000, Athens tenia 1.726 habitants, 695 habitatges, i 462 famílies. La densitat de població era de 453,3 habitants/km².
Dels 695 habitatges en un 37% hi vivien nens de menys de 18 anys, en un 52,1% hi vivien parelles casades, en un 11,9% dones solteres, i en un 33,5% no eren unitats familiars. En el 28,5% dels habitatges hi vivien persones soles l'11,7% de les quals corresponia a persones de 65 anys o més que vivien soles. El nombre mitjà de persones vivint en cada habitatge era de 2,48 i el nombre mitjà de persones que vivien en cada família era de 3,1.
Per edats la població es repartia de la següent manera: un 28,6% tenia menys de 18 anys, un 8% entre 18 i 24, un 31,3% entre 25 i 44, un 21,8% de 45 a 60 i un 10,3% 65 anys o més.
L'edat mediana era de 35 anys. Per cada 100 dones de 18 o més anys hi havia 86,7 homes.
La renda mediana per habitatge era de 41.208 $ i la renda mediana per família de 50.272 $. Els homes tenien una renda mediana de 32.375 $ mentre que les dones 24.519 $. La renda per capita de la població era de 17.981 $. Aproximadament el 5,4% de les famílies i el 6,9% de la població estaven per davall del llindar de pobresa.

## Poblacions més properes
El següent diagrama mostra les poblacions més properes.